# 大古力水坝
大古力水坝（Grand Coulee Dam）美国西北部華盛頓州哥伦比亚河上的重力壩。主要功能為進行水力發電並實施灌溉。是美國最大的電力設施， 同時也是世界上最大的混凝土結構之一。
水库完成後的人工湖以已故总统富兰克林·D·罗斯福命名為羅斯福湖，长243公里，远及加拿大国境，库容约116亿立方米，电站发电能力约196万千瓦。上游左岸设有抽水蓄能机组厂房，将罗斯福湖湖水提升85.3米，送至班克斯湖灌区，灌溉面积40.5万公顷。

## 历史
建造於1933至1942年間，原有2個發電廠。
由于地区电力需求要求更大的调峰电站，1967年进行了扩建工程，大坝右端坝体爆破拆除，在偏向下游呈60度角建设新坝段，以布置第三厂房，安装单机容量60万kW和70万kW机组各3台。

## 引用來源
1. 1 2  . U.S. Bureau of Reclamation.   [4 September 2010]. （原始内容存档于2011年7月21日）.
2. ↑  . U.S. Bureau of Reclamation.   [6 August 2009]. （原始内容存档于2015-04-23）.
3. ↑  . U.S. Department of Energy: Energy Information Administration.   [11 November 2006]. （原始内容存档于2010-05-26）.